# Rico Rodriguez (musicien)
Pour les articles homonymes, voir Rico Rodriguez.
Rico Rodriguez, de son vrai nom Emmanuel Rodriguez, également connu sous les pseudonymes de Rico et Reco Rodriguez, est un tromboniste jamaïcain d'origine cubaine, né le 17 octobre 1934 à La Havane (Cuba) et mort le 4 septembre 2015 à Londres.
Il est considéré comme un des meilleurs trombonistes de reggae depuis les années 1960, à la suite de Don Drummond (1932-1969), « l'inventeur » du trombone dans la musique populaire jamaïcaine, dont il fut l'élève.

## Biographie
Rico est un pur produit de la fameuse Alpha Boys Catholic school de Kingston, une école dans laquelle des sœurs dispensaient une éducation musicale aux garçons issus de milieux défavorisés avec le fameux chef d'orchestre et vibraphoniste Lennie Hibbert, et où ont été formés de nombreux membres des Skatalites (Tommy McCook, Lester Sterling, Don Drummond entre autres).
Il débute en Jamaïque avec le guitariste Ernest Ranglin et le pianiste Theo Beckford à la fin des années 1950, puis émigre en Grande-Bretagne au début des années 1960 avec nombre d'autres musiciens jamaïcains, pariant sur l'opportunité d'enregistrer pour des labels qui exportent ensuite leurs 45 tours en Jamaïque (Orbitone, Pama Records). Désormais basé à Londres, il y joue pour des studios qui enregistrent de la musique jamaïcaine et réalise ses propres albums (Blow your Horn, Brixton Cat) sous le nom de Rico & the Rudies (1969, Trojan Records), certains morceaux de ce dernier album étant adoptés comme véritables hymnes par la nouvelle mouvance que constituent alors les skinheads — le pendant britannique des rude boys jamaïcains. On trouve sur les enregistrements instrumentaux de cette époque de superbes solos de trombone de Rico qui serviront longtemps de référence.
Ce n'est qu'en 1976, à 42 ans, qu'il enregistre son premier album solo Man from Wareika (Island, 1976), étonnant et brillant album de reggae instrumental, produit par le visionnaire Chris Blackwell, sur lequel jouent à ses côtés Sly & Robbie, Ansell Collins. Le titre de cet album fait référence à la communauté rastafarienne dans laquelle il a vécu durant les années 50, avec le percussionniste-gourou Count Ossie. 
À la fin des années 1970, il est invité à jouer pour le fameux label britannique de ska revival 2Tone et c'est à lui qu'on doit notamment l'excellent solo de trombone du hit des Specials, la reprise de A message to you, Rudie (2Tone, 1979). Il enregistrera pour ce label deux albums solos mineurs : That man is forward (1981) et Jama Rico (1982), mais c'est sur scène qu'il révèle toute sa virtuosité.
Après la vague du revival ska des années 1980, il enregistre moins mais se révèle alors un infatigable musicien de scène, dirigeant durant les années 1990 le Rico Rodriguez Allstars, avec notamment l'excellente reprise reggae dub du Take Five de Dave Brubeck.

## Discographie sélective

### Albums
- 1969 - Blow Your Horn (Rico & The Rudies)
- 1977 - Man From Wareika (enregistré en 1976)
- 1977 - Man From Wareika Dub
- 1981 - That Man Is Forward
- 1982 - Jama Rico
- 1997 - Rico's Message (Rico Rodriguez All Stars)
- 2001 - Get Up Your Foot (Rico & His Band).

### Compilations
- 19XX - Going West
- 1961-1971 - Trombone Man (sortie en 2004)
- 1995 - Roots to the Bone (compilation reprenant son classique de 1977 Man from Wareika à l'exception de 2 morceaux et agrémenté de morceaux parus sur des maxis)

## Distinctions
- Membre de l'Ordre de l'Empire britannique (MBE) en 2007, pour services rendus à la musique.